# Service auxiliaire féminin polonais

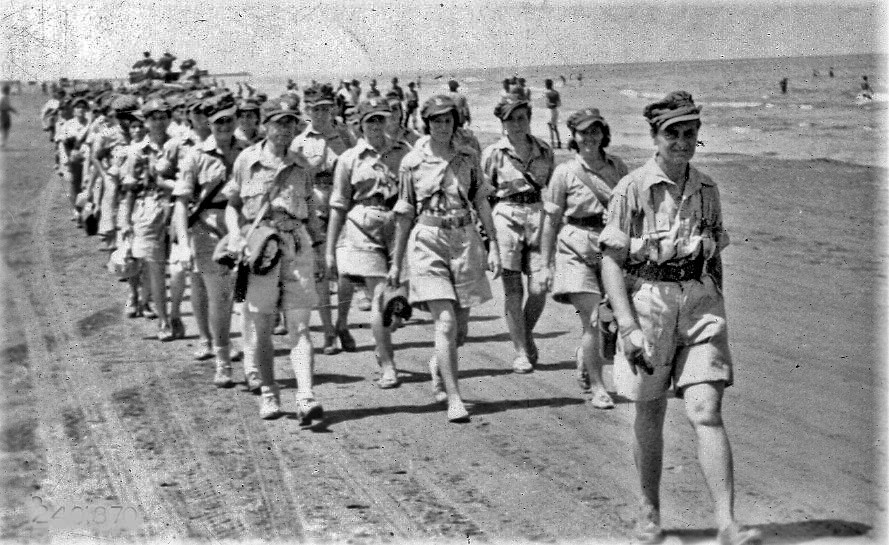
Les Pestki en Palestine.

Le Service auxiliaire féminin polonais (en anglais : « Women's Auxiliary Service » (WAS) ; en polonais : « Pomocnicza Służba Kobiet » (PSK), ou « Pestki ») était l'unité féminine des forces armées polonaises pendant la Seconde Guerre mondiale, créée en Union soviétique à la fin de 1941 à l'initiative du général Władysław Anders,.

## Histoire
Les femmes de l’organisation travaillent comme infirmières, cuisinières, enseignantes dans les écoles pour les orphelins de guerre, secrétaires de personnel, aviatrices, etc. En service actif, on comptait près de 4 000 engagées, avec pour maximum, le 1er juillet 1945, 7 000 femmes.
Au début de 1944, le Service est incorporé au Deuxième corps polonais, en Italie. En juillet de la même année, le ministre de la Défense nationale réorganise l’organisation en trois nouvelles unités :
- Service auxiliaire féminin de l'armée de terre : Women's Army Auxiliary Service (WAAS) (Pomocnicza Wojskowa Służba Kobiet, PWSK)
- Service auxiliaire féminin de l'armée de l'air : Women's Air Force Auxiliary Service (WAFAS) (Pomocnicza Lotnicza Służba Kobiet, PLSK)
- Service auxiliaire féminin de la marine : Women's Naval Auxiliary Service (WNAS) (Pomocnicza Morska Służba Kobiet, PMSK)

Les grades militaires ont ensuite été harmonisés avec les rangs des forces armées polonaises masculines.
La première surintendante du Service est Władysława Piechowska (pl). D'autres suivent, dont Zofia Leśniowska.
Dès sa sortie des prisons du NKVD, en août 1941, Anders intercède auprès des Soviétiques pour faire libérer des mêmes geôles du NKVD Bronysława Wyslouch, future inspectrice du Service auxiliaire féminin.
Le Service est dissout en 1946.

## Sources
- (en) Cet article est partiellement ou en totalité issu de l’article de Wikipédia en anglais intitulé « Women's Auxiliary Service (Poland) » (voir la liste des auteurs).